# 胡安·皮埃爾
胡安·迪沃恩·皮埃爾（英語：Juan D'Vaughn Pierre，1977年8月14日—），為美國職棒大聯盟的外野手，生涯曾效力過洛磯、馬林魚、小熊、道奇、白襪與費城人等隊。皮埃爾以跑壘速度快而聞名，生涯累積614次盜壘成功，在退休時是大聯盟史上第18名。他後來在美國職棒大聯盟電視網擔任直播分析員，並在2019年加入馬林魚擔任小聯盟的外野協調員。

## 職業生涯

### 科羅拉多洛磯
2000年8月7日，皮埃爾登上大聯盟。他在隔日完成生涯首次先發，並在首打席成功敲出大聯盟首安。最後他在新人王票選上還獲得一張選票，和蘭斯·柏克曼、Chuck Smith並列第六名。

### 佛羅里達馬林魚
2002年11月16日，洛磯將皮埃爾和Mike Hampton交易到馬林魚，換來Charles Johnson、Preston Wilson、Vic Darensbourg和Pablo Ozuna。
2003年，皮埃爾的打擊率為3成05，並上演65次盜壘成功，被三振率僅5.2%。這年馬林魚成功闖進季後賽，皮埃爾在整個季後賽的打擊率為3成01，到了世界大賽打擊率更是高達3成33，成功幫助馬林魚拿下隊史第二座冠軍。最後他在MVP票選拿下第10名。
2004年，皮埃爾依舊全勤出賽，而且整季162場比賽中，他每一局都有上場的記錄，更是寫下大聯盟空前紀錄。最後他在MVP票選上拿下第16名。2005年，皮埃爾全勤出賽，被三振率為6.9%。

### 芝加哥小熊

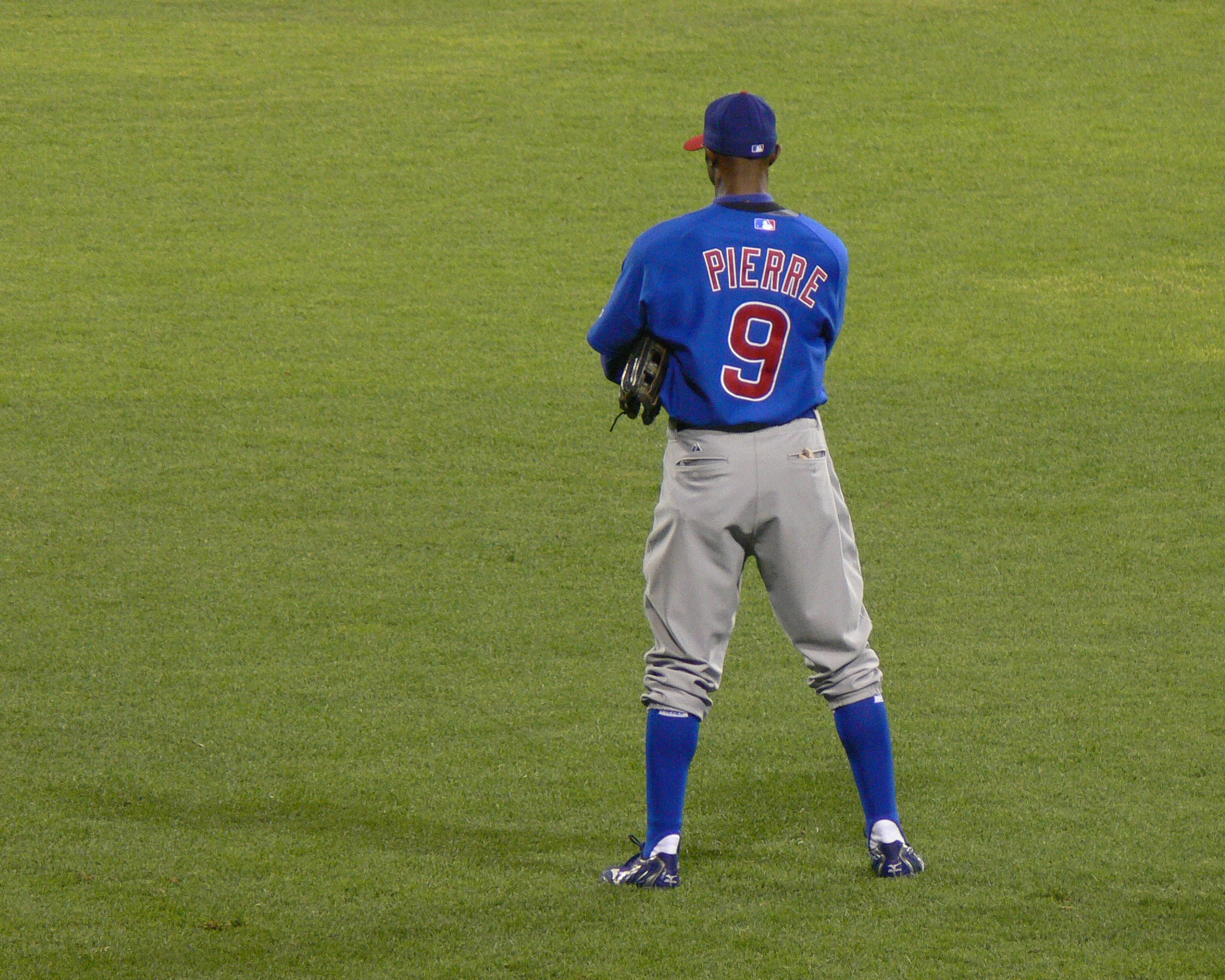
2006年的皮埃爾

2005年12月7日，馬林魚將皮埃爾交易到小熊，換來瑟吉歐·米崔、瑞奇·諾拉斯可和Renyel Pinto。
2006年，皮埃爾繳出2成92的打擊率，並敲出國聯最多的204支安打。這年他的被三振率只有5.4%，並靠著對方發生失誤盜壘成功13次。

### 洛杉磯道奇
2006年11月22日，皮埃爾和道奇隊簽下4400萬美元的合約。
2007年，他敲出國聯最多的19支觸擊安打。上演64次盜壘成功為國聯第二，被三振率5.5%則是聯盟最低。2008年，球隊和外野手安德魯·瓊斯簽下兩年合約，皮埃爾也因此移防左外野。他在7月進入傷兵名單，便和表現不佳的瓊斯輪流擔任先發中外野手。後來球隊交易來曼尼·拉米瑞茲補強外野，皮埃爾最後淪為板凳球員，並擔任代跑工作直到球季結束。

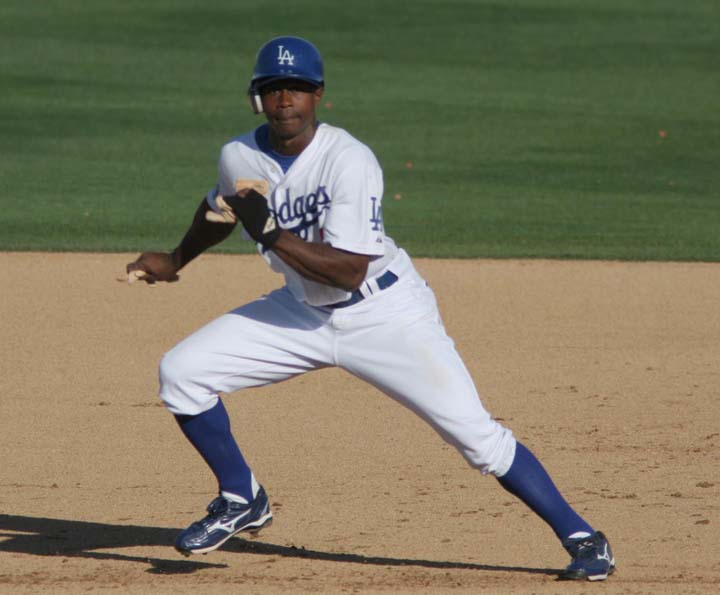
2008年，在春訓期間的皮埃爾

2008年9月15日，睽違兩年多未開轟的皮埃爾終於成功敲出全壘打，苦主仍然是海盜隊。2009年球季開打前，拉米瑞茲和道奇續簽2年合約，皮埃爾也成為替補外野手。後來拉米瑞茲被禁賽50場比賽，皮埃爾也重回先發行列。但隨著拉米瑞茲回歸，皮埃爾又變回板凳球員。

### 芝加哥白襪

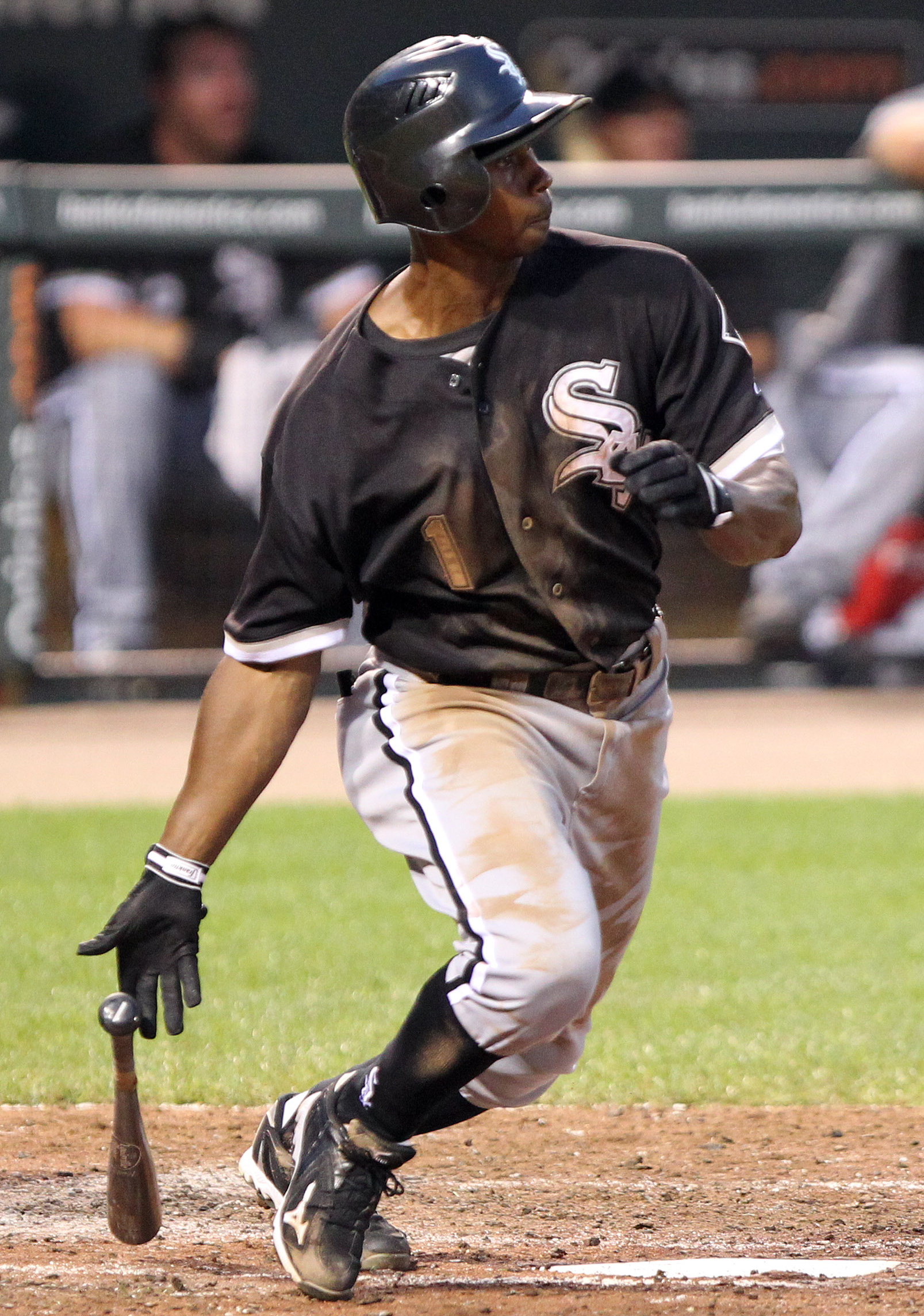
2011年的皮埃爾

2009年12月15日，道奇將皮埃爾交易到白襪，換來兩名日後指定球員(Jon Link和John Ely)。2010年，他以68次盜壘成功拿下美聯盜壘王，寫下白襪隊史單季盜壘數次高紀錄。8月3日，他敲出整個賽季個人唯一一轟。兩天後，他完成生涯500次盜壘成功。
2001年，皮埃爾的被三振率上升到15.6%。雖然他上演27次盜壘成功，但也17次失敗為美聯最多。防守方面，他7次守備失誤也是美聯最多。

### 費城費城人
2012年1月27日，皮埃爾和費城人簽下小聯盟合約。他在3月底成功進入大聯盟40人名單。6月28日，他敲出生涯第500分打點。整季他的打擊率為3成07，並敲出6支三壘安打與37次盜壘成功。

### 邁阿密馬林魚

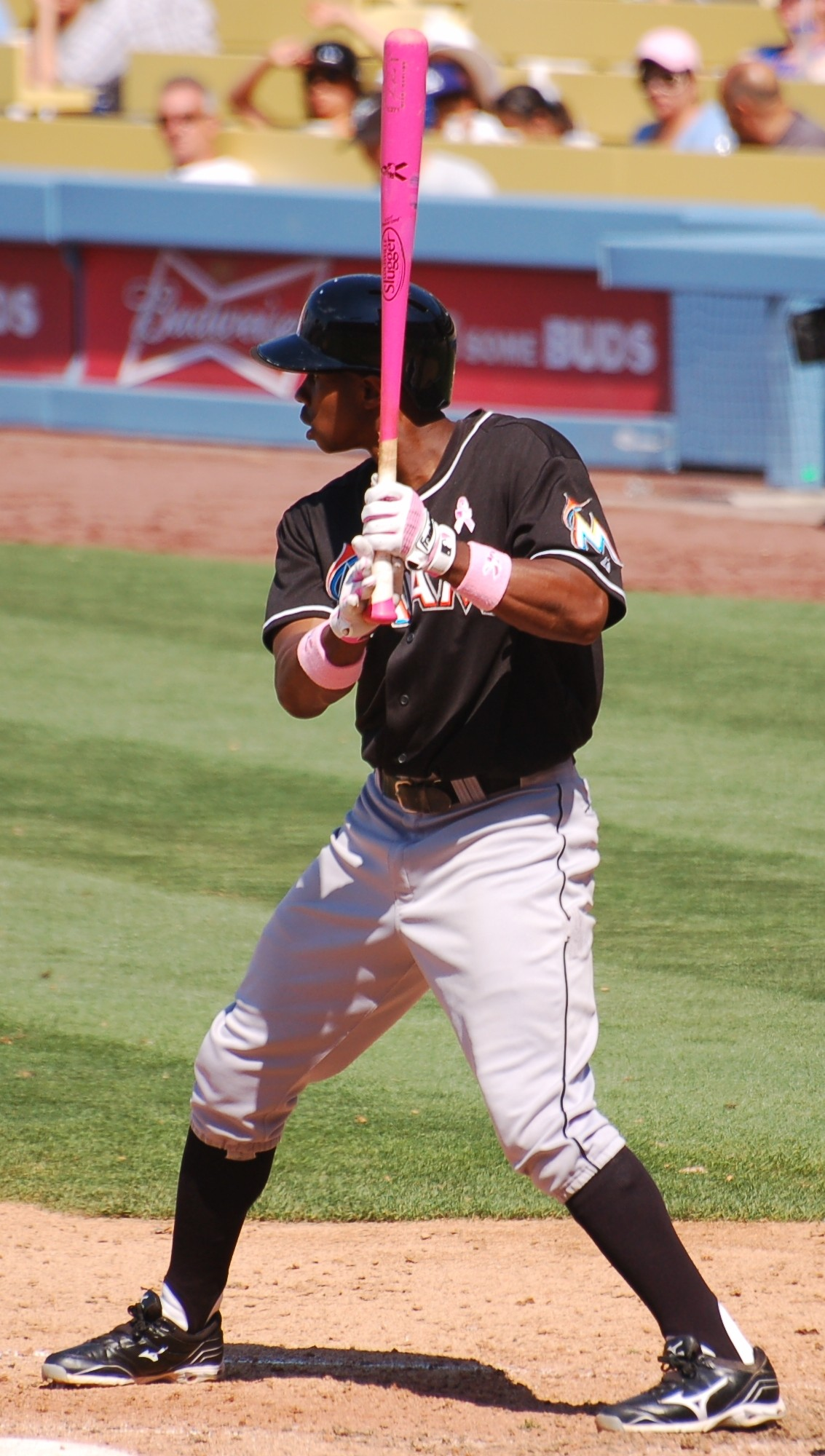
2013年，正在打擊區上的皮埃爾

2012年11月17日，皮埃爾和馬林魚簽下1年160萬美元的合約。2013年球季結束後，他成為自由球員。
原本他打算繼續在其他球隊尋找機會，甚至喊話宣傳自己可以補強球隊的外野深度。但他在自由市場上乏人問津，最後在2015年2月27日宣布退休。
2019年，皮埃爾首度獲得名人堂票選資格，但他的得票率未達5%。

## 生涯打擊成績
| 出賽次數 | 打席 | 打數 | 得分 | 安打 | 二安 | 三安 | 全壘打 | 打點 | 盜壘 | 保送 | 三振 | 打擊率 | 上壘率 | 長打率 | OPS  |
| -------- | ---- | ---- | ---- | ---- | ---- | ---- | ------ | ---- | ---- | ---- | ---- | ------ | ------ | ------ | ---- |
| 1994     | 8280 | 7525 | 1075 | 2271 | 255  | 94   | 18     | 517  | 614  | 203  | 464  | .295   | .343   | .361   | .704 |

## 外部連結
- 球員資訊和成績在MLB，ESPN，Baseball-Reference，Fangraphs（英文）
- 胡安·皮埃爾在台灣棒球維基館上的頁面（繁體中文）